# Lasaia anna
Lasaia anna är en fjärilsart som beskrevs av Clench 1971. Lasaia anna ingår i släktet Lasaia och familjen Riodinidae. Inga underarter finns listade i Catalogue of Life.